# رافیک بادالیان
رافیک آنوشاوانی بادالیان (ارمنی: Ռաֆիկ Անուշավանի Բադալյան؛ Rafik Badalyan زادهٔ ۲۴ اکتبر ۱۹۴۳) مجسمه‌ساز، نقاش و فیزیک‌دان اهل ارمنستان است. وی از سال میلادی تا کنون فعالیت می‌کند.

## زندگی‌نامه
در ۲۴ اکتبر ۱۹۴۳ در ایروان به دنیا آمد و از دانشگاه دولتی ایروان فارغ‌التحصیل شد. وی در دانشگاه ملی تحقیقات فناوری الکترونیک و انستیتو تحقیقات علمی مواد پلیمری فعالیت کرده است.